# ولادیمیر زورکین
ولادیمیر کازمیچ زورکین (به روسی: Влади́мир Козьми́ч Зворы́кин) (زادهٔ ۲۹ ژوئیه ۱۸۸۸ – درگذشتهٔ ۲۹ ژوئیه ۱۹۸۲) مخترع و مهندس روسی–آمریکایی، از پیشگامان تکنولوژی تلویزیون بود. زورکین با به‌کارگیری لامپ پرتو کاتدی سامانه‌ای برای انتقال و دریافت تلویزیونی اختراع کرد. زورکین به خاطر پژوهش‌ها و اختراعاتش یکی از پیشگامان صنعت تلویزیون به‌شمار می‌آید. او مخترع لامپ پرتو کاتدی ازملح یک فلز مشخص برحسب میزان نوری که به ان تابانیده شود، (لامپ تصویر) بود و پدر تلویزیون خوانده می‌شود.

## زندگی‌نامه
زورکین در ۲۹ ژوئیه ۱۸۸۸ در موروم روسیه در خانوادهٔ یک بازرگان ثروتمند متولد شد.
وی در مؤسسه مهندسی سن پترزبورگ تحت سرپرستی بوریس روزینگ تحصیل کرد. در دوران تحصیل، وی به کمک روزینگ روی اختراع فناوری تلویزیون با استفاده از لامپ پرتو کاتدی کار کردند. پس از فارغ‌التحصیلی در ۱۹۱۲، به پاریس رفت و همراه پل لانژون به پژوهش روی فناوری اشعه ایکس پرداخت. در طول جنگ جهانی اول در شعبه روسی شرکت مارکونی مسئول توسعه و آزمایش فناوری‌های رادیویی برای دستگاه‌های مخابراتی ارتش روسیه بود.
در سال ۱۹۱۸ و همزمان با جنگ داخلی روسیه، زورکین به همراه گروهی از پژوهشگران به سرپرستی اینوکنتی تالماچف دانشمند روس از مسیر رود آب به سفری اکتشافی در اقیانوس منجمد شمالی رفت. وی در پایان سال ۱۹۱۸ به ایالات متحده آمریکا رسید و سپس از مسیر ولادیوستوک به امسک در روسیه بازگشت. زورکین برای مأموریتی که از جانب ارتش سفید به او واگذار شده بود دوباره به آمریکا رفت و پس از شکست ارتش سفید تصمیم گرفت برای همیشه در آمریکا بماند.
وی در مؤسسه مهندسی سن پترزبورگ تحصیل کرد، اما در ۱۹۱۹ به آمریکا مهاجرت و به‌عنوان مهندس در کارخانه وستینگهاوس به کار پرداخت. وی اختراع خود، چراغ‌های تلویزیون سیاه و سفید را در سال ۱۹۲۳ و تلویزیون رنگی را دو سال بعد به ثبت رساند و در کارخانه «آر. سی، ا» به ساختن فرستنده و گیرنده تلویزیون پرداخت.
او مخترع لامپ پرتو کاتدی ازملح یک فلز مشخص برحسب میزان نوری که به ان تابانیده شود، (لامپ تصویر) بود و پدر تلویزیون خوانده می‌شود.
مهندس زوریکین که ده‌ها سال رئیس آزمایشگاه پژوهشی این کارخانه بود بعدها موفق به اختراع میکروسکوپ الکترونی، دستگاه تبدیل اشعه ماوراء بنفش به اشعه قابل رویت و سپس صفحه نمایش کامپیوتر شد. او در طول جنگ جهانی دوم، مشاور الکترونیک دولت آمریکا بود و سرانجام در ۲۹ ژوئیه ۱۹۸۲، در تولد ۹۴ سالگی‌اش درگذشت.